# Cronologia Istoriei Antice

## Epoca Fierului
1200 î.Hr. - după încheierea Epocii Bronzului,  debutează Epoca Fierului. Metodele de fabricat arme și unelte din fier se răspândesc în Eurasia.   
- 1194 î.Hr. - 1184 î.Hr. - se desfășoară Războiul Troian în Anatolia, Turcia de azi. Conform mitologiei grecești, războiul a fost declanșat dintre regatul Troiei și regatele grecești: Sparta și Micene.  Paris o răpește pe Elena, nevasta regelui Spartei, Menelaus. Menelaus a jurat răzbunare și l-a convins pe regele micenian, Agamemnon, să strângă forțe, să mobilizeze flota și să invadeze Anatolia. Războiul a durat 10 ani, timp în care grecii au asediat Troia și au devastat și prăduit cetățile mici din împrejurime. După un asediu îndelungat, grecii construiesc un turn de asediu (Calul Troian - o idee născocită de Ulise din Itaca, unul dintre regii participanți la războiul troian de partea grecilor) și au reușit să pătrundă în cetatea Troiei, prăduind, devastând și măcelărind populația. Relatările au fost consemnate în "Iliada" lui Homer.
- 1200 î.Hr. - data aproximativă de la care datează masca de aur a unei căpetenii miceniene (masca lui Agamemnon), descoperită de Arthur Schliemann în 1880.
- 1184 î.Hr. - 1174 î.Hr. - călătoria îndelungată a lui Ulise spre insula Itaca, rătăcind cu echipajul său prin Marea Mediterană. Potrivit legendei, a reușit să supraviețuiască monștrilor marini cu Scylla și Carybdis, care în realitate erau curenții maritimi și vârtejul de apă din Strâmtoarea Messina, îl confruntă pe ciclopul Polifemus și își salvează echipajul de vrăjitoarea Circe. Acesta ajunge în final în Itaca, la nevasta sa Penelope.
- 1050 î.Hr. - alfabetul fenician a fost creat.
- 890 î.Hr. - poetul orb Homer compune Iliada și Odiseea, în care relatează războiul troian și odiseea lui Ulise.
- 814 î.Hr. - orașul Cartagina este fondat de fenicieni în Tunisia de azi. Potrivit legendei, a fost întemeiat de regina Dido, venită din Tir, Libanul de azi.
- 800 î.Hr - apar orașe-stat grecești precum Argos.

### Secolul al VIII-lea î.Hr.
- 785 î.Hr. - este întemeiat orașul Pithecusa/Ischia de către grecii din Eretria și Chalcis.
- 783 î.Hr. - Shalmaneser IV devine regele Asiriei
- 778 î.Hr. - Agamestor, regele Atenei, moare după o domnie de 17 ani și este succedat de fiul său Aeschylus.
- 777 î.Hr. - este fondat orașul Cumae de Chalcis.
- 776 î.Hr. - au loc primele Jocuri Olimpice.
- 757 î.Hr. - primul război messenian. În Atena, mandatul de arhon e redus la 10 ani.
- 756 î.Hr. - este fondat Kyzikus de ionieni.
- 755 î.Hr. - Aeschylus, regele Atenei, moare după o domnie de 23 ani și este succedat de Alcmaeon.
- 754 î.Hr. - Polydorus devine regele Spartei.
- 745 î.Hr. - Tiglath-Pileser III devine regele Asiriei, cucerește regiunile și țările împrejurate precum Israelul și stabilește un nou Imperiu Asirian.
- 734 î.Hr. - Polydorus trimite greci în Italia. Siracuza este fondată de corintieni și teneni. Kerkyra e fondată de corintieni. Naxus este fondat.
- 733 î.Hr. - Naxus, Sicilia, este fondat de eubeni. Troliton este fondat de megarani.
- 732 î.Hr. - Eubeea este împărțită în Chalcis și Eretria după dispute.
- 731 î.Hr. - Sigeion e fondată de Mytilene. Catania e fondată de Chalcis.
- 730 î.Hr. - Leontini e fondată de Naxos. Troliton e abandonată, iar locuitorii se stabilesc în Leontini.
- 728 î.Hr. - mezii cuceresc Iranul - este întemeiat Imperiul Median. Locuitorii din Troliton sunt ostracizați din Leontini și Thapsos.
- 727-717 î.Hr. - Hippomenes, arhonul Atenei, își ucide fiica pentru acuzația de adulter.
- 725 î.Hr. - războiul Lelantin dintre Chalcis și Eretria. Thapsos e abandonat.
- 720-710 î.Hr. - secetă în Eubeea. Corint îi exilează pe liburnieni din Kerkyra. Sybaris este fondat în Helice de ahei.
- 719 î.Hr. - Polydorus, regele Spartei, este omorât de Polymarchus.
- 716 î.Hr. - Milae e fondat și anexat de Zancle.
- 716 î.Hr. - conform legendei, domnia heraclizilor asupra Lidiei se încheie când Candaules este ucis de Gyges din cauza furiei nevestei sale.
- 715 î.Hr. - Lydia anexează Colophon și Magnezia și asediază Smyrna. În 712 î.Hr. o abandonează și anexează Troad și Sipylus.
- 712 î.Hr. - Corint anexează peninsula Perachora de la Megara.
- 709 î.Hr. - Kroton este fondat de ahei.
- 707 î.Hr. - Taraș e fondat de dorieni.

### Secolul al VII-lea î.Hr.
- 699 î.Hr. - Metapontion e fondat de Kroton și Sybaris.
- 690 î.Hr. - Pheidon devine tiranul Argosului.
- 687 î.Hr. - mandatul anual de arhon e stabilit în Atena. Cetățenii atenieni își pot alege arhonul dacă au calificări. Creon e ales drept primul arhon anual.
- 686 î.Hr. - Megara capătă independența de la Corint.
- 685 î.Hr. - al doilea război messenian.
- 676 î.Hr. - Pegamon e fondat de ionieni.
- 671 î.Hr. - Melia e distrus de Samos și Priene. Samos construiește fortul Carium.
- 670 î.Hr. - Miletus este asediat de Lydia, Priene este anexat de Lydia, iar Samos anexează teritoriul Melian.
- 669 î.Hr. - Assurbanipal devine regele Imperiului Asirian. Acesta stabilește capitala la Ninive. Construiește o bibliotecă proprie cu o colecție de 30 000 de tablete din lut (Epopeea lui Gilgamesh fiind inclusă) și conduce campanii militare împotriva Elamului, distrugând orașele și măcelărind populațiile.
- 668 î.Hr. - bătălia de la Hysiae.
- 667 î.Hr. - Byzantium e fondat de corintieni.
- 664 î.Hr. - revolta corcyrană și prima bătălie navală din istoria Greciei are loc între Corcyra și Corintos
- 652 î.Hr. - Efes și Prene sunt jefuite de cimerieni.
- 650 î.Hr. - se dezvoltă Pentapolisul Pontic - Appollonia, Callantis, Messembria, Odessos(Varna) și Tomis (Constanța) pe malul Mării Negre.
- 633 î.Hr. - Cylon, nobil atenian, ocupă Acropolisul și încearcă printr-o tentativă eșuată să se proclame  rege.
- 630 î.Hr. - Histria este fondată de coloniștii milesieni pentru a facilita comerțul cu geții. Tripolis este fondat de Samos. Pederastria formală este introdusă în Creta pentru controlul populației și ca metodă educațională.
- 625 î.Hr. - Cyaxares cel Mare se declară regele mezilor
- 621 î.Hr. - Draco, un legiuitor atenian, introduce un cod de legi prin care pedepsește infracțiunile cu moartea.
- 620 î.Hr. - Nabopolassar devine regele Babilonului.
- 612 î.Hr. - o alianță dintre babilonieni, mezi și sciți distrug Ninive. Imperiul Asirian este nimicit.
- 600 î.Hr. - Massalia este întemeiată de greci foceeni.

### Secolul al VI-lea î.Hr.
- 597 î.Hr. - Delfi obține independența de la Kirrha
- 595 î.Hr. - Salamis este anexat de Atena. Începe primul război sacru.
- 594 î.Hr. - Solon, om de stat atenian, devine arhon,  iar ca membru al Areopagului este numit să efectueze reforme sociale pentru a păstra ordinea la Atena, care include abolirea securității, datoriile asupra persoanei unui debitor, sclavii atenieni sunt întorși din exil, efectuează schimbarea valorii greutăților și măsurilor la standardul corintic, interzicând exportul de cereale din Attică și încurajează plantarea măslinelor. A stabilit clasele de proprietate și consiliul celor 400.
- 592 î.Hr. - Persia asediază Efes, dar fară succes. Lidia anexează Smyrna. Izbucnește războiul median-lidian.
- 590 î.Hr. - Sappho, poetul grec, activează în insula Lesbos.
- 587 î.Hr. - Nebuchadnezzar ocupă Israelul, distruge Ierusalimul, inclusiv Templul lui Solomon, și ia poporul israelian în captivitate.
- 585 î.Hr. - filosoful Thales din Miletus prevestește o eclipsă solară ce are loc pe durata bătăliei de la Halys. Kirra este distrusă.
- 582 î.Hr. - au loc primele Jocuri Panellenice.
- 575 î.Hr. - este întemeiat orașul Empuries/Ampurias, pe coasta catalană din Spania de către coloniștii greci.
- 572 î.Hr. - Pisa și Olimpia sunt anexate de Elis.
- 569 î.Hr. - s-a născut matematicianul Pitagora.
- 561 î.Hr. - Pisistrate preia puterea în Atena.
- 559 î.Hr. - Efes este anexat de Lydia.
- 555 î.Hr. - Pisistrate este înlăturat de Licurg, comandantul nobililor.
- 550 î.Hr. - perșii conduși de regele Cirus cel Mare îi învinge pe mezi. În Ucraina este fondat orașul Odessa de către coloniștii greci din Histria.
- 546 î.Hr. - Croesus, regele bogat al Lidiei, capturează Sardesul de la perși. Cirus cel Mare îl învinge pe regele Croesus și ocupă Lydia.
- 545 î.Hr. - coloniștii ionieni și cretani întemeiază colonia grecească Hermonassa/Krasnodar Krai  din Rusia.
- 534 î.Hr. - Atena ia tribut de la Ios.
- 539 î.Hr. - Cyrus cel Mare ocupă Babilonul. Îi eliberează pe israelieni din captivitate și le permite să se întoarcă în locurile natale. Este întemeiat Imperiul Persan, primul mare imperiu din istorie.
- 530 î.Hr. - Cirus cel Mare conduce o campanie militară împotriva sciților massageți, dar este ucis în luptă, iar regina Tomyris îl decapitează. La tron îi urmează fiul său, Cambyses al II-lea, care cucerește Valea Indusului.
- 525 î.Hr. - Euesperides/Benghazi e fondat de coloniștii greci din Cirene. Imperiul Persan cucerește Egiptul după ce, în bătălia de la Pelusium, și-a pus trupele să-și decoreze scuturile cu imaginea zeiței-pisică, Bastet. Egiptenii nu au putut să contracareze și s-au predat din respect pentru cultul zeiței lor.
- 522 î.Hr. - Darius I cel Mare îl succede pe Cambyses II.
- 520 î.Hr. - Darius I leagă Nilul de Marea Roșie și conduce o campanie eșuată împotriva sciților.
- 515 î.Hr. - Darius I mută capitala Persiei de la Pasargadae la Persepolis.
- 513 î.Hr. - Persia anexează Tracia și invadează Asia Mică.
- 511 î.Hr. - Pireus este fondat și anexat de Atena.
- 510 î.Hr. - Pitagora își creează propria școală.
- 508 î.Hr. - democrația este oficial instituită în Atena.
- 500 î.Hr. - Euclid își termină lucrarea "Elementele".